# Jacob Egeris
Jacob Egeris Pedersen (født 19. maj 1990) er en dansk fodboldspiller, der spiller for Nykøbing FC.

## Karriere
Han fik sin fodboldopdragelse i Boldklubben Søllerød-Vedbæk. Som 1. års ynglingespiller skiftede han i december 2006 til Lyngby Boldklub.

### Lyngby BK
Egeris fik debut for Lyngbys førstehold den 20. september 2009 da han blev indskiftet i 1. divisionskampen mod Vejle BK. Dette skete efter at han havde startet sæsonen i klubbens U-trup. Han spillede i alt 7 kampe for klubben i efteråret 2009. I december samme år underskrev Egeris sin første professionelle kontrakt, da han lavede en 1-årig aftale med Lyngby BK. I sæsonen 2009-10 spillede han i alt 22 kampe for Lyngby i 1. division. Klubben sluttede på 2. pladsen i ligaen og rykkede op i Superligaen.
Jacob Egeris spillede karrierens første kamp i Superligaen den 19. juli 2010, da han sammen med resten af Lyngby-holdet tabte 2-4 på hjemmebane til AaB. 25. juli var Egeris igen med i startopstillingen, da klubben på hjemmebane tog imod AC Horsens i 2. runde af Superligaen 2010-11. Ved stillingen 1-0 til Lyngby fik Egeris i kampens sidste minutter en skade i den ene ankel, og måtte efterfølgende hjælpes fra banen. Det viste sig ved en efterfølgende scanning at fodrodsknoglen var brækket.
Seks uger efter Egeris blev skadet underskrev han en 3-årig kontrakt med naboklubben FC Nordsjælland. Kontrakten var først gældende fra 1. januar 2011 og han kunne derfor skifter som transferfri, da kontrakten med Lyngby udløb på samme tidspunkt. 3½ måned efter sin skade gjorde Egeris comeback for Lyngby, da han 11. november 2010 i en pokalkamp på udebane mod Randers FC, kort før start pludselig kom i startopstillingen da Mathias Tauber blev ramt af sygdom. Lyngby tabte 0-3 og dette blev Jacob Egeris' sidste spilleminutter for Lyngby Boldklub.

### FC Nordsjælland
Kort tid efter at Jacob Egeris sammen med resten af sine nye holdkammerater fra FC Nordsjælland var startet med træningen i januar 2011, pådrog Egeris sig et træthedsbrud en den ene fod. Dette gjorde at han ikke var med i forårets kampe i Superligaen 2010-11. Han startede genoptræningen i slutningen af marts, og 12. april 2011 fik han sine første spilleminutter i FC Nordsjælland trøjen, da han efter aftale fik 60 minutter på banen i en reserveholdskamp mod Lyngby BK. I de første syv runder af Superligaen 2011-12 kunne Egeris ikke tilkæmpe sig en plads på førsteholdet, og han havde ved udgangen af august 2011 endnu ikke spillet nogle superligaminutter for FC Nordsjælland.

### Viborg FF
I sommeren 2012 indgik Egeris en et-årig lejeaftale med 1. divisionsklubben Viborg FF. Lejeopholdet i Viborg FF blev en succes for Egeris, så da lejekontrakten med klubben udløb i sommeren 2013 blev den vekslet til en permanent 3 årig kontrakt.
Viborg FF ville ikke forlænge kontrakten med Egeris i sommeren 2016. Han forlod derfor klubben ved kontraktudløb.

### Vejle Boldklub
Den 5. juli 2016 skrev han under på en 3-årig kontrakt med Vejle Boldklub, hvor han var fast mand i det centrale forsvar i sin første halvsæson. Han debuterede for VB sammen med syv andre holdkammerater i premieren på 2016/2017-sæsonen, da VB den 24. juli 2016 spillede 1-1 på Vejle Stadion mod Fremad Amager.
Efter blot én sæson, hvor Egeris var fast mand i det centrale forsvar, gik klubben og han dog hvert til sit, hvilket blev offentliggjort den 14. juni 2017.

### Hamarkameratene
Den 28. juli 2017 skiftede han til Ham-Kam i den tredjebedste norske række.